# Відносини Ліхтенштейн — Європейський Союз
Відносини між Князівством Ліхтенштейн (нім. Fürstentum Liechtenstein) та Європейської Унії (ЄУ) значною мірою визначається участю Ліхтенштейну в Європейському економічному просторі (ЄЕЗ). 

## Порівняння
|                   | Європейська Унія | Ліхтенштейн |
| ----------------- | --- | --- |
| Населення         | 447 206 135 | 38896 (оцінка 2020 р.) |
| Площа             | 4 324 782 км2 (1 669 808 миля2) | 160 км 2 (62 кв. Милі) |
| Густота населення | 115 / км 2 (300 / кв. Милі) | 237 / км 2 (613,8 / кв. Милі)                                                                                                |
| Капітал           | Брюссель (де-факто) | Вадуц |
| Глобальні міста   | Париж, Амстердам, Мілан, Франкфурт, Мадрид, Брюссель, Варшава, Стокгольм, Відень, Дублін, Люксембург, Мюнхен, Лісабон, Прага | Жоден |
| Уряд              | Наднаціональна парламентська демократія на основі європейських договорів | Унітарна парламентська напівконституційна монархія                                                                           |
| Перший лідер      | Президент вищої адміністрації Жан Моне | Монарх Ганс-Адам II |
| Поточний керівник | Голова ради Шарль Мішель Голова комісії Урсула фон дер Лейен | Монарх Ганс-Адам II Прем'єр-міністр Адріан Гаслер                                                                            |
| Офіційні мови     | 24 офіційні мови, з яких 3 вважаються "процедурними" (англійською, французькою та німецькою) | Німецька |
| Основні релігії   | 72% християнства (48% римо-католицизм, 12% протестантизм , 8% східного православ'я, 4% іншого християнства), 23% нерелігійних, 3% інших, 2% ісламу | 83,2% християнства (73,4% римо-католиків (офіційно), 9,8% інших християн), 7,0% відсутність релігії, 5,9% ісламу, 3,9% інших |
| Етнічні групи     | Німці (близько 83 млн.), французи (близько 67 млн.), Італійці (близько 60 млн.), Іспанські (близько 47 млн.), Поляки (близько 46 млн.), Румуни (близько 16 млн.), Голландці (близько 13 млн.), Греки (близько 11 млн.), Португальські (близько 11 мільйонів) та інші | |
| ВВП (номінальний) | 16,477 трлн. Дол. США, 31 801 дол. На душу населення | 5,155 млрд. Дол., 143,151 дол. На душу населення                                                                             |

## Доступ до ринку
Ліхтенштейн - єдина мікродержава (не враховуючи Ісландії за кількістю населення), яка входить до складу ЄЕЗ. Ліхтенштейн приєднався до ЄЕЗ 1 травня 1995 року, ставши повноправним членом Європейської асоціації вільної торгівлі (ЄАВТ) у 1991 році (раніше він брав участь в ЄАВТ через членство Швейцарії). Всі держави ЄАВТ, які не мають права Швейцарії, перебувають у ЄЕЗ, що дає їм доступ до єдиного ринку ЄУ. Це також зобов'язує Ліхтенштейн застосовувати закони Європейської Унії, які вважаються відповідними ЄЕЗ. Станом на червень 2016 року в ЄЕЗ діяли близько 5000 із 23 000 правових актів ЄУ.  Існує подальша співпраця з ЄУ через Швейцарію, оскільки Ліхтенштейн є високо інтегрованим із швейцарською економікою (включаючи використання швейцарського франка). 

## Шенген
28 лютого 2008 р. Ліхтенштейн підписав Шенгенську угоду і став частиною Шенгенської зони 19 грудня 2011 р.  До цього Швейцарія мала відкритий кордон з Ліхтенштейном і вже була повноправним членом Шенгенської зони. Цей відкритий кордон не вважався загрозою європейській безпеці, оскільки в'їхати до Ліхтенштейну без попередньої посадки в Шенгенську державу чи в'їзду в неї було б дуже важко. Кордон з Австрією не був відкритим, і Австрія та Ліхтенштейн розглядали його як зовнішній прикордонний пост, що вимагало проходження митного та паспортного контролю перед перетином.
Ліхтенштейн підписав угоду про асоціацію з Європейською Унією 28 лютого 2008 року  і спочатку планував приєднатися до Шенгенської зони 1 листопада 2009 року. Однак ратифікація спочатку була відкладена за наказом Швеції та Німеччини, які вважали, що Ліхтенштейн не зробив достатньо для боротьби з ухиленням від сплати податків;   Рада міністрів врешті дала згоду на ратифікацію протоколу 7 березня 2011 р.  а протокол набув чинности через місяць.  Ліхтенштейн мав приєднатися до Шенгенської зони до кінця 2011 р.   і зробив це 19 грудня.

## Інші угоди
Існують подальші двосторонні угоди між двома сторонами щодо таких питань, як оподаткування заощаджень. Також тривають переговори щодо протидії шахрайству та обміну інформацією з податкових питань. 

## Дипломатичні відносини між Ліхтенштейном та країнами-членами ЄУ
| Країна    | Посольство Ліхтенштейну | Взаємне посольство | Примітки                                        |
| --------- | ----------------------- | ------------------ | ----------------------------------------------- |
| Австрія   | Відень                  |                    |                                                 |
| Бельгія   | Брюссель                |                    | Місія Ліхтенштейну при ЄУ                       |
| Франція   |                         |                    | Місія Ліхтенштейну при Раді Європи в Страсбурзі |
| Німеччина | Берлін                  |                    |                                                 |